# Neuroleon telosensis
Neuroleon telosensis är en insektsart som beskrevs av Navás 1929. Neuroleon telosensis ingår i släktet Neuroleon och familjen myrlejonsländor. Inga underarter finns listade i Catalogue of Life.